# Kantatie 71
La Kantatie 71 (in svedese Stamväg 71) è una strada principale finlandese. Ha inizio a Kerimäki e si dirige verso nord-est, dove si conclude dopo 60 km nei pressi di Puhos.

## Percorso
La Kantatie 71 attraversa, oltre i comuni di partenza e di arrivo, il comune di Savonlinna (Anttola e Hautaniemi).